# 瑪麗·包萍
《瑪麗·包萍》（英語：Mary Poppins）是英國作家P·L·卓華斯的八本兒童文學系列，於1934年至1988年期間出版。瑪莉·舍帕爾德繪了整個系列的插畫。
《國語日報》出版社譯其第一本著作為《風吹來的瑪麗．包萍》，是1930年代歐美典型的童書作品。
曾被改編為迪士尼同名真人動畫電影《歡樂滿人間》。主角瑪麗·包萍是一位仙女褓母，她來到人間幫助小朋友甚至是她們的父母重拾歡樂，教導他們如何克服生活的困難，並且讓擁有正向思考。
多年來已有許多類似主題電影，內容均有位具神奇力量的女性保母突然的出現在主角的家庭，幫助並且協助原本陷入種種人生問題的孩子們如何解決困境。如魔法褓母麥克菲，近年來亦改編成音樂劇於百老匯上演。

## 中文译本
- 当代外国儿童文学名家 帕·林·特拉芙斯作品 套装5册（2012年5月出版发行、任溶溶/译、明天出版社）
  - 《随风而来的玛丽阿姨》ISBN 978-7-5332-6807-7
  - 《玛丽阿姨回来了》ISBN 978-7-5332-6800-8
  - 《玛丽阿姨打开虚幻的门》ISBN 978-7-5332-6790-2
  - 《神奇的玛丽阿姨》ISBN 978-7-5332-6801-5
  - 《玛丽阿姨的神怪故事》ISBN 978-7-5332-6804-6
- 特拉芙斯作品典藏 套装6册（2018年3月再版发行、任溶溶/译、明天出版社）
  - 《随风而来的玛丽阿姨》ISBN 978-7-5332-9643-8
  - 《玛丽阿姨回来了》ISBN 978-7-5332-9644-5
  - 《玛丽阿姨在樱桃树胡同》ISBN 978-7-5332-9645-2
  - 《玛丽阿姨和隔壁房子》ISBN 978-7-5332-9646-9
  - 《玛丽阿姨的神怪故事》ISBN 978-7-5332-9647-6
  - 《玛丽阿姨打开虚幻的门》ISBN 978-7-5332-9648-3

## 相關影視作品
- 歡樂滿人間
- 愛·滿人間